# Inge Blum
Inge Blum (Ludwigshafen am Rhein, 24 februari 1924 – Mainz, 12 augustus 2011) was een Duitse beeldhouwster.

## Leven en werk
Blum kon na de Tweede Wereldoorlog met steun van het programma éducation publique van de Franse bezettingsmacht in Baden-Baden, waaronder ook Mainz viel, een kunstopleiding volgen. Zij studeerde van 1947 tot 1951 bij de beeldhouwer Heinz Müller-Olm (1907-1993), haar latere echtgenoot, aan de Staatliche Werkkunstschule Mainz. Met een Franse staatsbeurs zette zij van 1954 tot 1955 haar opleiding voort aan de Académie de la Grande Chaumière in Parijs, waar zij les kreeg van Ossip Zadkine.
In 1979/80 nam zij deel aan de Internationale Sommerakademie Salzburg in de Oostenrijkse stad Salzburg. In 1980 kreeg zij de Ehrenpreis der Stadt Salzburg. Haar werk bestond voornamelijk uit menselijke torsi en lichaamsdelen, zoals Dekomposition (2006).
De kunstenares woonde en werkte tot haar dood in 2011 in Mainz.

## Werken (selectie)
- Sonnenuhr (1965)[2], Kunstlandschaft Campus, Johannes Gutenberg Universiteit in Mainz
- Fliehende Torso IV (1988) en Sitzende Torso IV (1990), foyer van de Landesbank Rheinland-Pfalz
- Wächter (1991), Feuerwehr in Mainz-Bretzenheim
- Bajazz mit der Laterne[3] (2000), Schillerplatz in Mainz
- Janusz Korczak, Janusz-Korczak-Schule in Nackenheim